# 10番目のミュー
『10番目のミュー』（じゅうばんめのミュー）は、尾崎亜美の通算13作目のレギュラーアルバムである。1985年9月18日にキャニオンレコードから発売された。
このアルバムは、第27回日本レコード大賞 優秀アルバム賞を受賞した。

## 背景
前作『Plastic Garden』から約1年ぶりのリリースとなるオリジナル・アルバム。これまでよりやや長めのリリース間隔がとられたのは、ツアーで全国を回っていた為にアルバム制作に費やす時間がとりにくかったことに加え、尾崎自身が全身麻酔をする程の大きな手術を受けていたという事情によるもの。アルバムのコンセプトも手術の際に思い浮かんだもので、麻酔が効き始め意識が上の方に昇って行くような感覚を覚えた瞬間に「そうだ、神話のアルバムを作ろう」と閃き、術後には神話に関する本を読み漁ったという。タイトルのヒントになった″ミューズ″とはギリシア神話に登場する学芸の女神たちで、ゼウスとムネーモシュネーの間に生まれた9人の娘たちのことを指しており、本作は「ミューズの集まりに遅刻した10人目の女神がいたら面白いんじゃないか」という発想から生まれた。尾崎は主人公である″10人目のミュー″に、悪戯好きだがドジでおっちょこちょいで失敗ばかりしているけど、どこか憎めないという個性を設け、愛すべきキャラクターにしようと思ったと話している。収録内容は、現実世界を超えた超常現象の様なテーマの曲が多く収録されている。
ジャケット写真の白い羽を付けた背中は、オーディションで選ばれた19歳の女性のもの。18歳から20歳限定で募集したところ、ハーフのモデルのほか、条件には当て嵌まらないと思われる他部署のディレクターなど多くの人が集まり、大いに賑わったという。
A-2「天使のウィンク」は松田聖子への、A-5「上海湾物語」B-1「冒険少年への誘い」は松本伊代への提供曲。
2013年11月20日には、高音質HQCDが紙ジャケットCD仕様で発売された。

## 収録曲

### LP / CT
| 全作詞・作曲・編曲: 尾崎亜美。 |                              |          |            |      |
| #                              | タイトル                     | 作詞     | 作曲・編曲 | 時間 |
| 1.                             | 「小さな神話 You can do it」 | 尾崎亜美 | 尾崎亜美   | 3:51 |
| 2.                             | 「天使のウィンク」           | 尾崎亜美 | 尾崎亜美   | 4:14 |
| 3.                             | 「遅すぎたメタモルフォーゼ」 | 尾崎亜美 | 尾崎亜美   | 4:41 |
| 4.                             | 「Dragon Ride」              | 尾崎亜美 | 尾崎亜美   | 4:33 |
| 5.                             | 「上海湾物語」               | 尾崎亜美 | 尾崎亜美   | 4:00 |

| 全作詞・作曲・編曲: 尾崎亜美。 |                              |          |            |      |
| #                              | タイトル                     | 作詞     | 作曲・編曲 | 時間 |
| 1.                             | 「冒険少年への誘い」         | 尾崎亜美 | 尾崎亜美   | 3:20 |
| 2.                             | 「あまのじゃくにきをつけて」 | 尾崎亜美 | 尾崎亜美   | 1:47 |
| 3.                             | 「笛の聞こえた夜」           | 尾崎亜美 | 尾崎亜美   | 4:53 |
| 4.                             | 「ここが楽園」               | 尾崎亜美 | 尾崎亜美   | 4:40 |
| 5.                             | 「鐘を鳴らして」             | 尾崎亜美 | 尾崎亜美   | 5:38 |

### CD
| 全作詞・作曲・編曲: 尾崎亜美。 |                              |          |            |      |
| #                              | タイトル                     | 作詞     | 作曲・編曲 | 時間 |
| 1.                             | 「小さな神話 You can do it」 | 尾崎亜美 | 尾崎亜美   | 3:51 |
| 2.                             | 「天使のウィンク」           | 尾崎亜美 | 尾崎亜美   | 4:14 |
| 3.                             | 「遅すぎたメタモルフォーゼ」 | 尾崎亜美 | 尾崎亜美   | 4:41 |
| 4.                             | 「Dragon Ride」              | 尾崎亜美 | 尾崎亜美   | 4:33 |
| 5.                             | 「上海湾物語」               | 尾崎亜美 | 尾崎亜美   | 4:00 |
| 6.                             | 「冒険少年への誘い」         | 尾崎亜美 | 尾崎亜美   | 3:20 |
| 7.                             | 「あまのじゃくにきをつけて」 | 尾崎亜美 | 尾崎亜美   | 1:47 |
| 8.                             | 「笛の聞こえた夜」           | 尾崎亜美 | 尾崎亜美   | 4:53 |
| 9.                             | 「ここが楽園」               | 尾崎亜美 | 尾崎亜美   | 4:40 |
| 10.                            | 「鐘を鳴らして」             | 尾崎亜美 | 尾崎亜美   | 5:38 |
| 合計時間:                      | 合計時間:                    | 41:40    |            |      |

## 参考資料
- 『10番目のミュー』（HQCD 紙ジャケット・ライナーノーツ）ポニーキャニオン、2013年11月20日。PCCA-50174。
- オリコン『ALBUM CHART-BOOK COMPLETE EDITION 1970-2005』オリコン・マーケティング・プロモーション、2006年4月。ISBN 978-4-87131-077-2。